# Estrela múltipla

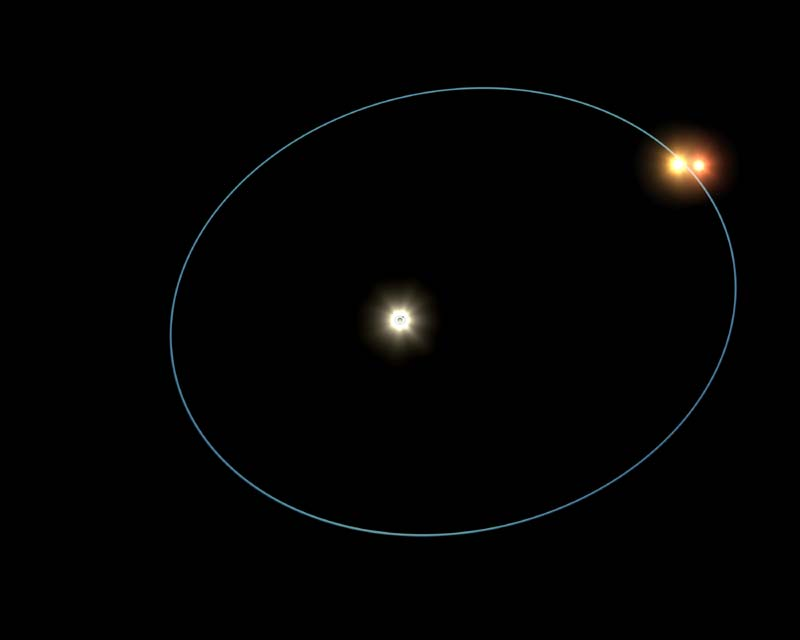
Concepção artística do sistema triplo HD 188753.

Uma estrela múltipla é um sistema constituído por três ou mais estrelas que, vistas da Terra, parecem estar muito próximas entre si. Essa proximidade pode ser devida ao fato de estarem gravitacionalmente ligadas ou então pode ser apenas aparente, como resultado da projeção dessas estrelas na esfera celeste.
A maioria das estrelas múltiplas são constituídas por três objetos e denominadas estrelas triplas. Sistemas com quatro ou mais componentes são menos frequentes.
Os sistemas estelares múltiplos têm usualmente dimensões maiores do que as estrelas binárias e menores do que aglomerados estelares abertos, que têm tipicamente entre cem e mil objetos.

## Exemplos de estrelas múltiplas
Algol, localizada em Perseus, é o sistema ternário mais conhecido, que se acreditou por muito tempo ser uma binária. Duas das estrelas componentes se eclipsam entre si, resultando na variação de brilho com o tempo, registrada pela primeira vez em 1670 por Geminiano Montanari. O nome Algol provém do árabe الغول(al-ghūl), que significa "estrela do demônio", devido provavelmente ao seu comportamento peculiar.[carece de fontes?]
Alpha Centauri, na constelação meridional de Centaurus, é também uma estrela ternária, contendo a quarta estrela mais brilhante no céu noturno, com uma magnitude aparente de -0,01. Este sistema também sublinha o fato de que estrelas binárias não devem ser negligenciadas na busca por planetas habitáveis. A distância mais próxima entre Alpha Centauri A e B é de 11 UA e ambas as estrelas devem possuir zonas estáveis habitáveis.
Há também exemplos de sistemas com mais de três estrelas. Castor é um sistema sêxtuplo de estrelas, sendo a segunda estrela mais brilhante na constelação de Gemini e uma das estrelas mais brilhantes no céu noturno. Astrônomos identificaram Castor como uma binária em 1719. Cada uma das componentes é em si uma binária espectroscópica. Castor também possui uma companheira muito menos brilhante e bem mais distante, que também é uma binária espectroscópica. A binária visual Alcor-Mizar em Ursa Major também consiste de seis estrelas, quatro compreendendo Mizar e duas Alcor.[carece de fontes?]